# Perdita acaciae
Perdita acaciae är en biart som beskrevs av Timberlake 1962. Perdita acaciae ingår i släktet Perdita och familjen grävbin. Inga underarter finns listade i Catalogue of Life.